# Santuario della Madonna del Soccorso (Cori)

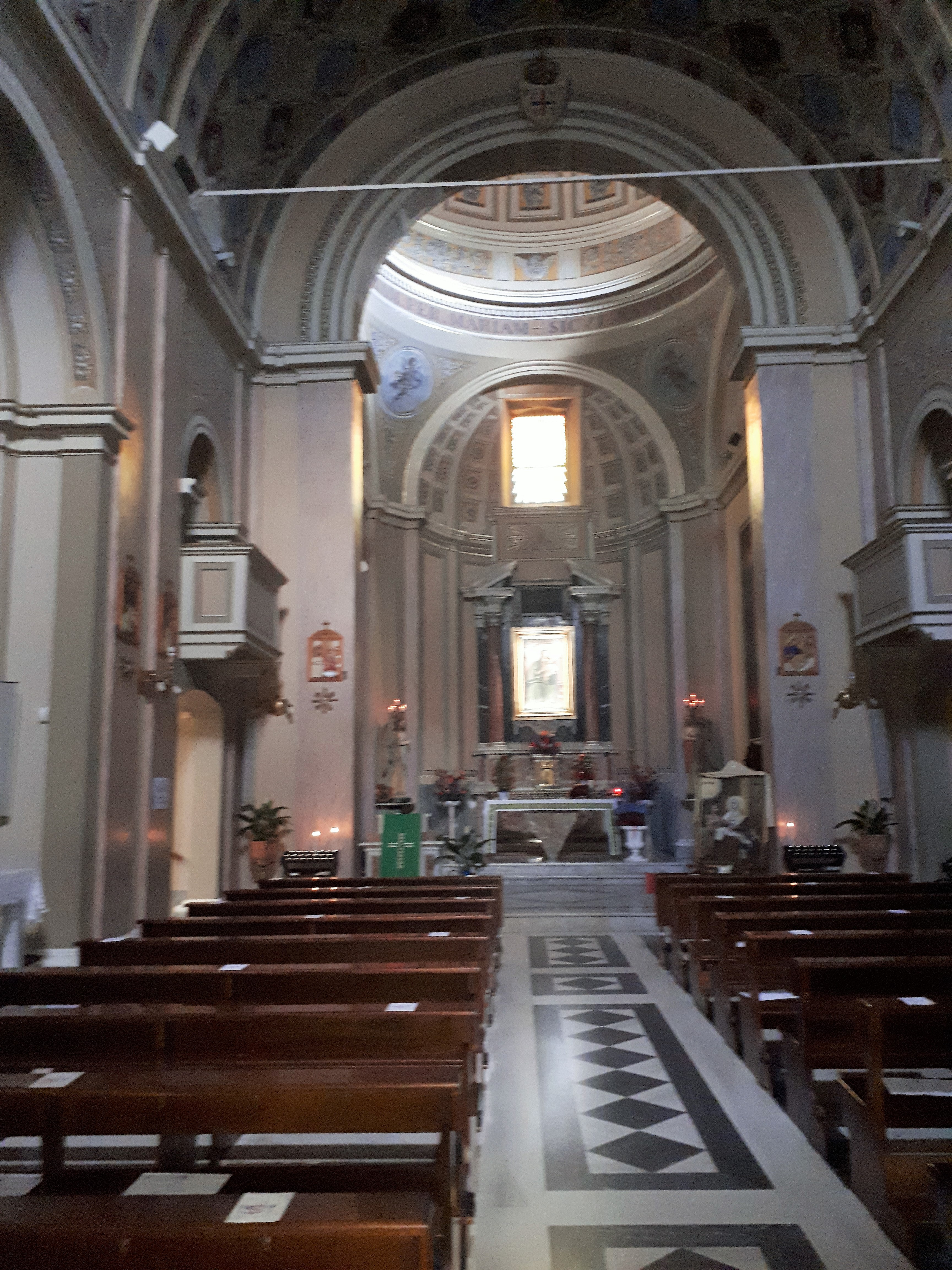
Interno del Santuario.

Il Santuario della Madonna del Soccorso è un santuario dedicato al culto della Madonna, che si trova poco fuori dal centro abitato di Cori, in provincia di Latina, nel Lazio.

## Storia
Le origini del santuario sono legate ad una tradizione che riporta l'apparizione della Madonna avuta da una bambina di Cori. Il 4 maggio del 1521 la piccola Oliva Iannese, cercando di raggiungere la madre che si recava al lavoro nei campi, si perse sui monti di Cori, disorientata da un improvviso temporale. Si riparò sotto una pianta di ginestra dove ebbe l'apparizione della Vergine che per otto giorni la protesse dal maltempo e la nutrì. Quando la bimba fu ritrovata descrisse l'esperienza vissuta e, per la sua innocenza, fu creduta.
Già nel 1521 fu eretta, sul luogo dell'evento miracoloso, una cappella contenente l'immagine della Madonna. Però sedici anni più tardi, essendo aumentato il numero dei devoti, fu eretta una vera e propria chiesa consacrata nel 1537, che inglobò la primitiva cappella. Nel 1564 il pittore Pietro Antonio Alciati da Como, da tempo residente a Roma, vi eseguì alcuni dipinti murali. Tuttavia nel secolo successivo l'esigenza di proteggere meglio il santuario dall'umidità e dall'acqua piovana indusse gli amministratori a erigere una chiesa più ampia. Il progetto del presbiterio, che prevedeva una cupola, fu redatto nel 1616 dall'architetto romano Mario Arconio, ma i lavori iniziarono nel 1627 e, dopo alcune interruzioni dovute alla carenza di fondi, si conclusero nel 1641; tuttavia già nel 1639 il dipinto murale della Madonna del Soccorso - databile tra fine Quattrocento e inizio Cinquecento - fu trasferito dalla cappella cinquecentesca all'altar maggiore della nuova chiesa. La costruzione della cupola del presbiterio fu affidata al capomastro e stuccatore romano Ottavio Grisolati.
Negli anni '50 del Novecento, fu costruito accanto alla chiesa un complesso per ospitare gli studenti novizi dell'Ordine Trinitario, che oggi è una struttura di riposo per anziani.

## Descrizione
L'interno della chiesa, in stile Barocco, è ad unica navata coperta a volta. La zona del presbiterio è invece coperta dalla cupola seicentesca progettata dall'architetto romano Mario Arconio.
Ai lati della navata si vedono quattro altari, due per lato, intitolati a san Pasquale Baylón, ai santi Girolamo e Carlo Borromeo, alla Sacra Famiglia e a santa Lucia vergine e martire. In fondo alla navata, prima del presbiterio, a sinistra si apre l'accesso alla Cappella dell'Apparizione, costruita nel 1951, sull'altro lato l'ingresso alla sacrestia. Il seicentesco altar maggiore, fiancheggiato da due colonne doriche, fu donato dal nobile del luogo Lorenzo Buzi, che vi appose il proprio stemma.
Il dipinto della Madonna del Soccorso è arrivato ai nostri giorni dopo molti restauri e sovrapposizioni; si vede la Madonna seduta sul trono con un mantello mentre mantiene con il braccio sinistro Gesù Bambino; in alto due angeli che sorreggono una corona; a sinistra della Vergine la bambina Oliva, avvolta in un abito rosso, inginocchiata.
La facciata della chiesa è caratterizzata da un portico formato da tre archi a tutto sesto: un'epigrafe conservata nel pilastro di sinistra ricorda i lavori di sistemazione compiuti nel 1588. Dal 1938 il Santuario della Madonna del Soccorso è affidato alle cure dei Padri della Trinità.

## Festività
La seconda domenica di maggio si svolge la tradizionale festività religiosa dedicata alla Madonna del Santuario, accompagnata da una processione in cui compaiono figuranti vestiti in costumi dell'epoca.